# Classe Roon
La classe Roon fut une classe de croiseur cuirassé construite par la marine impériale allemande issue de l'amélioration du croiseur protégé SMS Prinz Adalbert, lancé en 1904.

## Les unités de cette classe
Leurs noms fut donné en l’honneur d'Albrecht von Roon et de Ludwig Yorck von Wartenburg
| Nom       | Chantier               | Lancement    | Service effectif | Fin de carrière         | Photo |
| --------- | ---------------------- | ------------ | ---------------- | ----------------------- | ----- |
| SMS Roon  | Kaiserliche Werft Kiel | 27 juin 1903 | 5 avril 1906     | démoli en 1921          |       |
| SMS Yorck | Blohm & Voss Hambourg  | 14 mai 1904  | 21 novembre 1905 | miné le 4 novembre 1914 |       |